# Sairé
Sairé es un municipio brasileño del estado de Pernambuco fundado el 23 de diciembre de 1963. Tiene una población estimada al 2020 de 9.764 habitantes.

## Historia
Los primeros asentamientos en donde hoy es el municipio de Sairé comenzaron con la apertura de una carretera que unía el pueblo de São José dos Bezerros con el sur del estado, pasando por Vila Bonito, por iniciativa de agricultores, arrieros y ganaderos. Como era una región boscosa, el lugar al costado de esta carretera donde hoy se encuentra el municipio de Sairé se conocía como Boca da Mata. Los primeros pobladores se dedicaron al cultivo de mandioca, caña de azúcar y posteriormente café. En 1896 se convirtió en distrito de São Miguel, subordinado a Bezerros. Por el decreto-ley núm. 952, del 31 de diciembre de 1943, el distrito de São Miguel, cambió su nombre a Sairé. La Ley Estatal N.º 4.942, del 20 de diciembre de 1963, otorgó autonomía al municipio.
Durante el período en que perteneció al municipio de Bezerros, en la región florecieron varios molinos de caña, que producían azúcar, aguardiente y rapadura. Sin embargo, a partir de la segunda mitad del siglo XX estos molinos entraron en decadencia y hoy su antigua actividad está prácticamente extinta.
El topónimo Sairé tiene un significado controvertido. Algunos lo atribuyen a una corrupción de Sirinhaém, el río. Luis Caldas Tibiriçá, geólogo brasileño, sostiene que el término es una corrupción de Saíra, una ave del lugar de la familia Fringillidae.